# Charles McMorris
Pour les articles homonymes, voir McMorris.
Charles "Soc" Horatio McMorris, né le 31 août 1890 à Wetumpka Alabama, États-Unis et mort le 11 février 1954 à Valparaíso au Chili est un vice-amiral de la Marine des États-Unis. Il s'est signalé au cours de la campagne de Guadalcanal et dans le Pacifique Nord, mais, surtout, il a succédé au vice-amiral Spruance comme chef d'état-major de l'amiral Nimitz, de juin 1943 jusqu'à la fin de la Guerre du Pacifique. Après la guerre, il a présidé le General Board de l'U.S. Navy.

## Biographie
Il est né à Wetumpka, Alabama. McMorris fréquente les écoles publiques à Wetumpka pendant plusieurs années avant d'entrer à l'Académie Navale d'Annapolis le 26 juin 1908.

### Carrière avant la Guerre du Pacifique
Diplômé le 8 juin 1912, classé 6e sur 156, Charles McMorris sert comme ensign à bord de navires de guerre, dont l'USS Delaware, l'USS Montana, et l'USS New Hampshire, il prend part à l'occupation de Veracruz en 1914 dans le cadre de l'intervention américaine au Mexique. Puis il suit une formation au torpillage à bord de l'USS Montana, et sert ensuite à bord du croiseur cuirassé USS Maryland qui récupère le sous-marin F-4 après son naufrage au large des côtes de Honolulu, Hawaï en 1915.
Il est officier subalterne pendant la Première Guerre mondiale, il participe au combat dans l'Atlantique à bord du destroyer USS Shaw. Promu lieutenant en 1918, il supervise l'achèvement de l'USS Meredith (DD-165), dont il devient le commandant en second, en 1919. Il reçoit ensuite le commandement de l'USS Walke,.
Durant l'entre-deux-guerres, Charles McMorris occupe d'abord un poste au Bureau de la Navigation, à Washington puis, promu lieutenant commander en juin 1922, des postes embarqués, sur le croiseur protégé USS Baltimore (C-3), le destroyer USS Burns (DD-171). Il rejoint ensuite, de 1925 à 1927, l'Académie Navale comme instructeur et participe à la revue “Proceedings” de l'U.S. Naval Institute. Après avoir commandé de 1927 à 1930, les destroyers USS Shirk et Elliott,, il retourne à l'Académie Navale, pour deux ans, comme instructeur et est le rédacteur-en-chef de "Proceedings". Il est promu commander en octobre 1931, et est affecté en 1933 comme officier de navigation sur le cuirassé USS California et rejoint en 1935 le Bureau de la Navigation.
Il suit de 1937 à 1938 le cursus de l'École de Guerre Navale (Naval War College). Promu captain, en juillet 1939, il devient officier chargé des opérations à l'état-major de la Force de Reconnaissance basée à Hawaï, de 1939 à 1941.
Sa sagesse et son intelligence sont reconnues et lui valent le surnom de Socrate, abrégé en “Soc”.

### Pendant la Guerre du Pacifique
Nommé chef de la section des plans de guerre à l'état-major de la Flotte du Pacifique en février 1941, il est resté à ce poste après l'attaque de Pearl Harbor, et donc participe à la planification des attaques contre les îles Marshall et Gilbert et l'île Marcus,, en février et mars 1942, ce qui lui a valu la Legion of Merit. En avril 1942, il a reçu le commandement du croiseur USS San Francisco. Il prend part dans cette position à la campagne de Guadalcanal. À la bataille du Cap Espérance, dans la nuit du 11 au 12 octobre 1942,, son héroïsme et son habileté manœuvrière lui valent la Navy Cross .

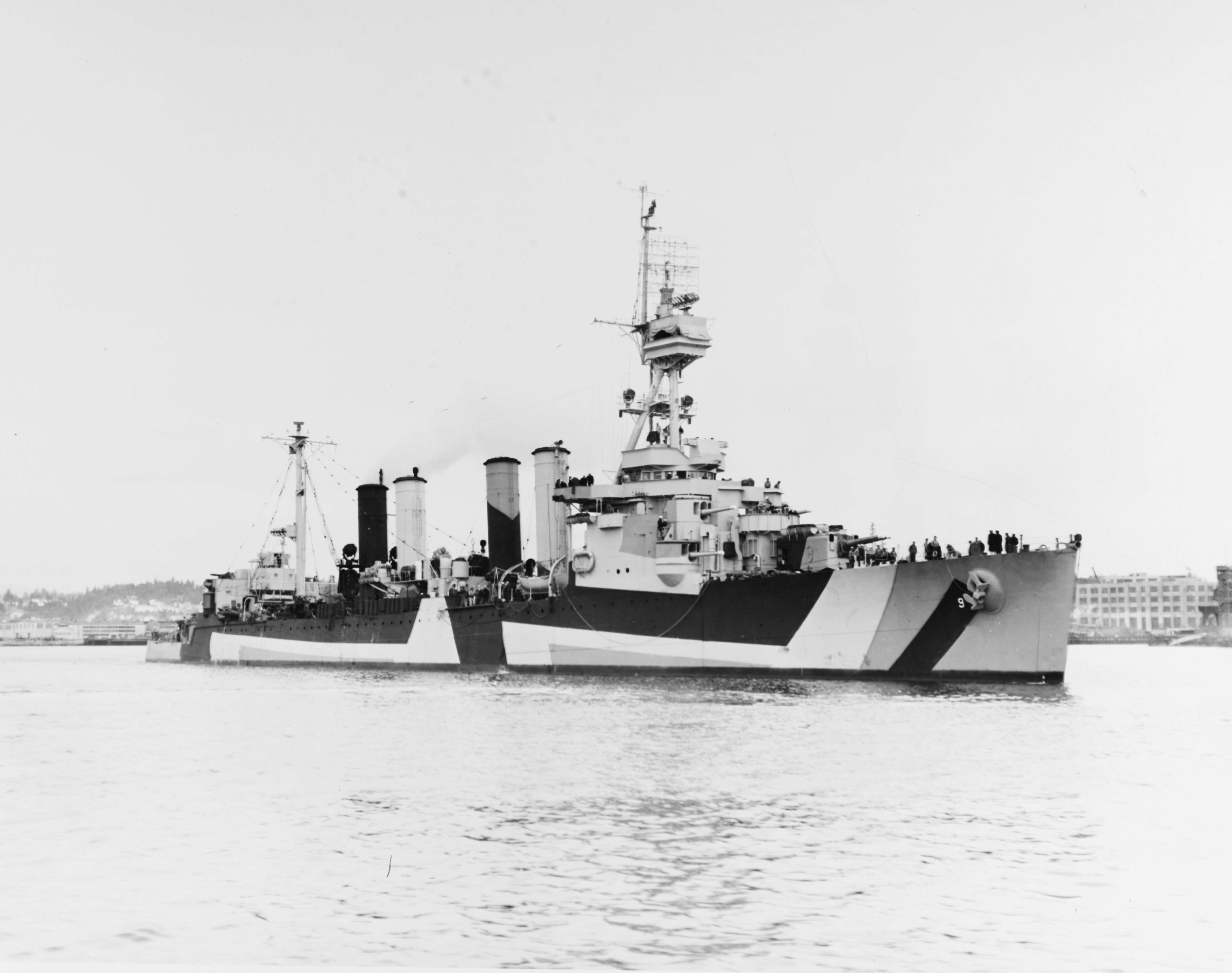
L'USS Richmond, ici en juin 1944, portait la marque du contre-amiral McMorris à la bataille des îles du Commandeur

Promu contre-amiral au début de novembre 1942, il reçoit le commandement de la 8e Division de Croiseurs, constituée de croiseurs légers anciens de la classe Omaha, qui opère dans le Pacifique Nord. Le 26 mars 1943 (date du fuseau horaire d'Honolulu), avec sa marque sur le croiseur USS Richmond, et accompagné du croiseur lourd USS Salt Lake City et de quatre destroyers, il intercepte, au large des îles du Commandeur un convoi de deux transports rapides japonais escortés de deux croiseurs lourds et de quatre destroyers, se dirigeant vers les positions japonaises dans les îles Aléoutiennes. Malgré son infériorité, le contre-amiral McMorris engage le combat. Après un long duel d'artillerie de plus de trois heures et demie, où l'USS Salt Lake City est endommagé, la force japonaise fait finalement demi-tour,. Le contre-amiral McMorris y gagne la Navy Distinguished Service Medal.
Le contre-amiral McMorris succède, en juin 1943, au vice-amiral Spruance comme chef d'état-major du Commandant-en-Chef de la Flotte du Pacifique, et conseiller personnel de l'amiral Nimitz. Il gardera cette position pendant la campagne des îles Salomon en 1943, l'offensive des forces navales américaines dans le Pacifique central (Îles Gilbert et Marshall, îles Mariannes, îles Carolines occidentales, les Philippines) en 1944, Iwo-Jima et Okinawa en 1945, jusqu'à l'occupaton du Japon. Son action sera récompensée par une étoile d'or au lieu d'une seconde Navy Distinguished Service Medal .
Il a été promu vice-amiral à titre temporaire de septembre 1944 à juillet 1948.

### Après la guerre

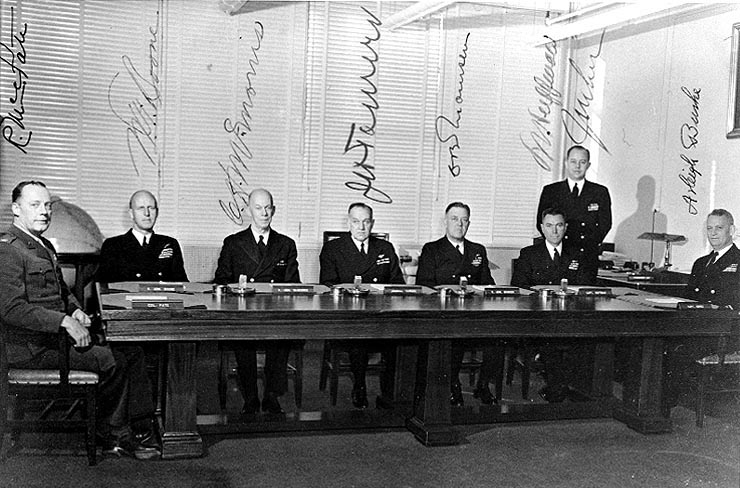
Au General Board en novembre 1947, Charles McMorris est le troisième à gauche.

En février 1946, le vice-amiral McMorris a été nommé commandement de la 4e Flotte. Il rejoint le General Board en septembre 1946 et en exerce la présidence, à partir de décembre 1947. Le 25 août 1948, il prend le commandement du Quatorzième District Naval, à Pearl Harbor, et le commandement de la Frontière Maritime d'Hawaii. À partir du 1er juin 1951, le contre-amiral McMorris exerce également le commandement la base navale de Pearl Harbor. Le 1er septembre 1952, il est admis à la retraite, avec le grade de vice-amiral. Il se retire à Marietta (Pennsylvanie). Il décède en 1954, à Valparaiso au Chili, où il était allé rendre visite à son fils, qui y était secrétaire à l'ambassade des États-Unis.

## Hommage
Un destroyer d'escorte USS McMorris (DE 1036) a été en service dans la Marine des États-Unis de 1960 à 1974.

## Décorations
- Navy Cross
- Navy Distinguished Service Medal avec 1 étoile, pour 2 citations
- Legion of Merit
- Presidential Unit Citation avec étoile
- Mexican Service Medal
- World War I Victory Medal avec agrafe de bataille
- Nicaraguan Campaign Medal
- American Defense Service Medal
- American Campaign Medal
- Asiatic-Pacific Campaign Medal avec trois étoiles
- World War II Victory Medal
- National Defense Service Medal